# Asticta immitis
Asticta immitis là một loài bướm đêm trong họ Erebidae.